# Liste der Kulturgüter in Tentlingen
Die Liste der Kulturgüter in Tentlingen enthält alle Objekte in der Gemeinde Tentlingen im Kanton Freiburg, die gemäss der Haager Konvention zum Schutz von Kulturgut bei bewaffneten Konflikten, dem Bundesgesetz vom 20. Juni 2014 über den Schutz der Kulturgüter bei bewaffneten Konflikten sowie der Verordnung vom 29. Oktober 2014 über den Schutz der Kulturgüter bei bewaffneten Konflikten unter Schutz stehen.
Objekte der Kategorie A sind im Gemeindegebiet nicht ausgewiesen, Objekte der Kategorie B sind vollständig in der Liste enthalten, Objekte der Kategorie C fehlen zurzeit (Stand: 1. Januar 2023). Unter Übrige Baudenkmäler sind zusätzliche geschützte Objekte zu finden, die im Planungs- und Baureglement der Gemeinde aufgeführt und nicht bereits in der Liste der Kulturgüter enthalten sind.

## Kulturgüter
| Foto |                                                                       | Objekt                                     | Kat. | Typ | Standort                  | Beschreibung |
| ---- | --------------------------------------------------------------------- | ------------------------------------------ | ---- | --- | ------------------------- | ------------ |
| BW   | Datei hochladen · Wikidata zu Herrenhaus de Gady mit Park (Q29698384) | Herrenhaus de Gady mit Park KGS-Nr.: 02327 | B    | G   | Schloss 2 581432 / 179443 |              |

## Übrige Baudenkmäler
| ID  | Foto |                 | Objekt                         | Typ | Standort       | Beschreibung |
| --- | ---- | --------------- | ------------------------------ | --- | -------------- | ------------ |
| 1   |      | Datei hochladen | Mühle (17. Jh.)                | G   | Stersmühle 4   |              |
| 2   |      | Datei hochladen | Wohnhaus (19. Jh.)             | G   | Stersmühle 6   |              |
| 02a |      | Datei hochladen | Wegkreuz                       | K   | Obertswil      |              |
| 02b |      | Datei hochladen | Wegkreuz                       | K   | Rossmatte      |              |
| 02c |      | Datei hochladen | Wegkreuz                       | K   | Käserei        |              |
| 02d |      | Datei hochladen | Wegkreuz                       | K   | Präderwan      |              |
| 02e |      | Datei hochladen | Wegkreuz                       | K   | Chäppeli       |              |
| 4   |      | Datei hochladen | Bauernhaus (1777)              | G   | Dorf 14        |              |
| 04a |      | Datei hochladen | Bildstock                      | K   | Brädelen       |              |
| 04c |      | Datei hochladen | Bildstock                      | K   | Spittel        |              |
| 04b |      | Datei hochladen | Bildstock                      | K   | Stersmühle     |              |
| 5   |      | Datei hochladen | Wohnhaus (Ende 18. Jh.)        | G   | Dorf 18        |              |
| 6   |      | Datei hochladen | Bauernhaus (1. Hälfte 19. Jh.) | G   | Äbnet 24       |              |
| 7   |      | Datei hochladen | Bauernhaus (Ende 18. Jh.)      | G   | Obertswil 34   |              |
| 8   |      | Datei hochladen | Käserei (Ende 19. Jh.)         | G   | Dorf 48        |              |
| 9   |      | Datei hochladen | Ofenhaus (Ende 18. Jh.)        | G   | Dorf 54        |              |
| 10  |      | Datei hochladen | Bauernhaus (19. Jh.)           | G   | Dorf 61        |              |
| 11  |      | Datei hochladen | Wohnhaus (17. Jh.)             | G   | Stersmühle 65A |              |
| 12  |      | Datei hochladen | Bauernhaus (1. Hälfte 19. Jh.) | G   | Spittel 66     |              |
| 13  |      | Datei hochladen | Bauernhaus (1861)              | G   | Brädelen 123   |              |
| 14  |      | Datei hochladen | Wohnhaus (19. Jh.)             | G   | Dorf 140       |              |
| 15  |      | Datei hochladen | Bauernhaus (1848)              | G   | Brädelen 152   |              |
| 16  |      | Datei hochladen | Ofenhaus (19. Jh.)             | G   | Stersmühle 160 |              |
| 17  |      | Datei hochladen | Speicher (18. Jh.)             | G   | Dorf 351       |              |

Legende: Siehe Legende der Liste der Kulturgüter von nationaler und regionaler Bedeutung. Anstelle der KGS-Nummer wird als Objekt-Identifikator (ID) die Inventarnummer im Planungs- und Baureglement der Gemeinde verwendet.